# Ous farcits

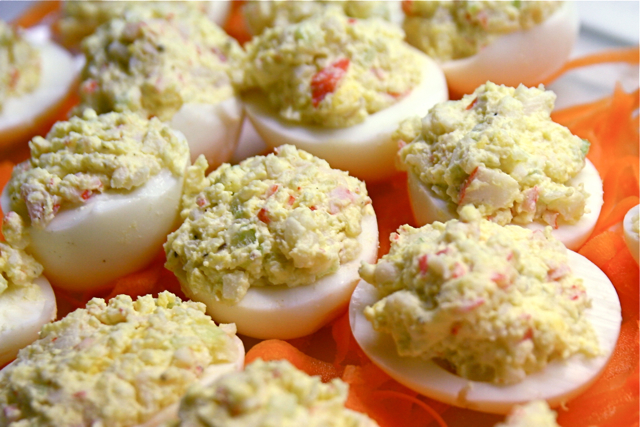
Ous farcits

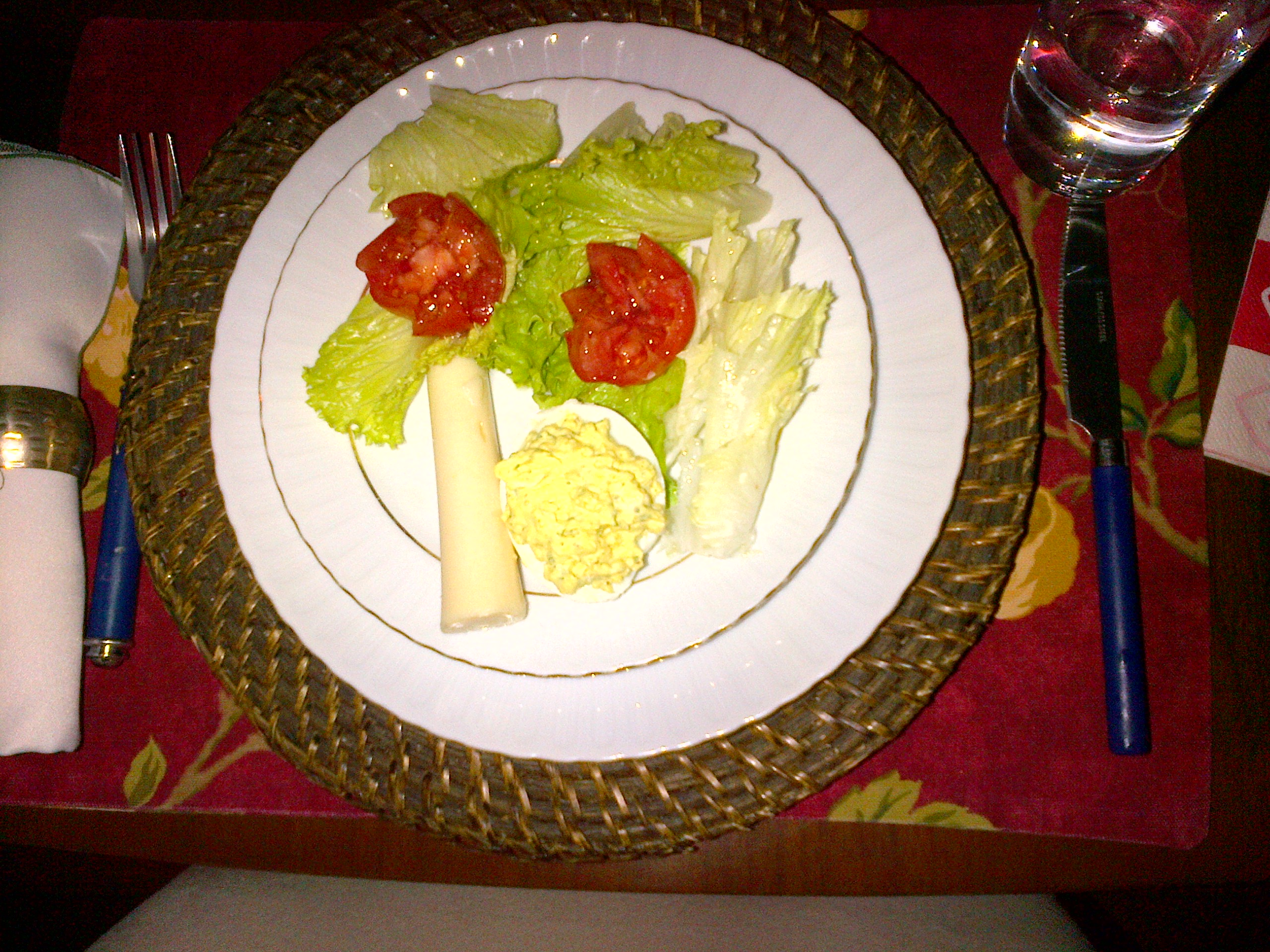
Amanida de cor de palmera amb un ou farcit

Els ous farcits  són una preparació culinària feta amb ous durs partits per la meitat i als quals es barreja el rovell amb altres ingredients. Els farciments poden incloure carn, peix, confitats, salses (com la maionesa, salsa rosa, beixamel, etc.), pasta, etc. A més, els ous poden estar amanits, coberts per alguna salsa, arrebossats i fregits o gratinats.
Als Països Catalans i el món occidental en general van estar especialment de moda als anys 80. Avui encara es troben en alguns llocs com a tapa, entrant (o primer plat, acompanyats o no d'una amanida, per exemple) en un restaurant, i a bufets. Són coneguts arreu d'Europa, el Magrib, Orient Mitjà, Amèrica del Nord, Austràlia i altres indrets del món.
Poden presentar particularitats especials més o menys tradicionals segons la cultura de cada gastronomia, i de vegades algunes d'elles poden tenir noms especials, que en algun cas s'ha fet conegut internacionalment. És el cas per exemple dels "ous mimosa", amb beixamel i espinacs, o dels "ous a la russa", farcits amb caviar i d'origen alemany.